# Registan (Buchara)

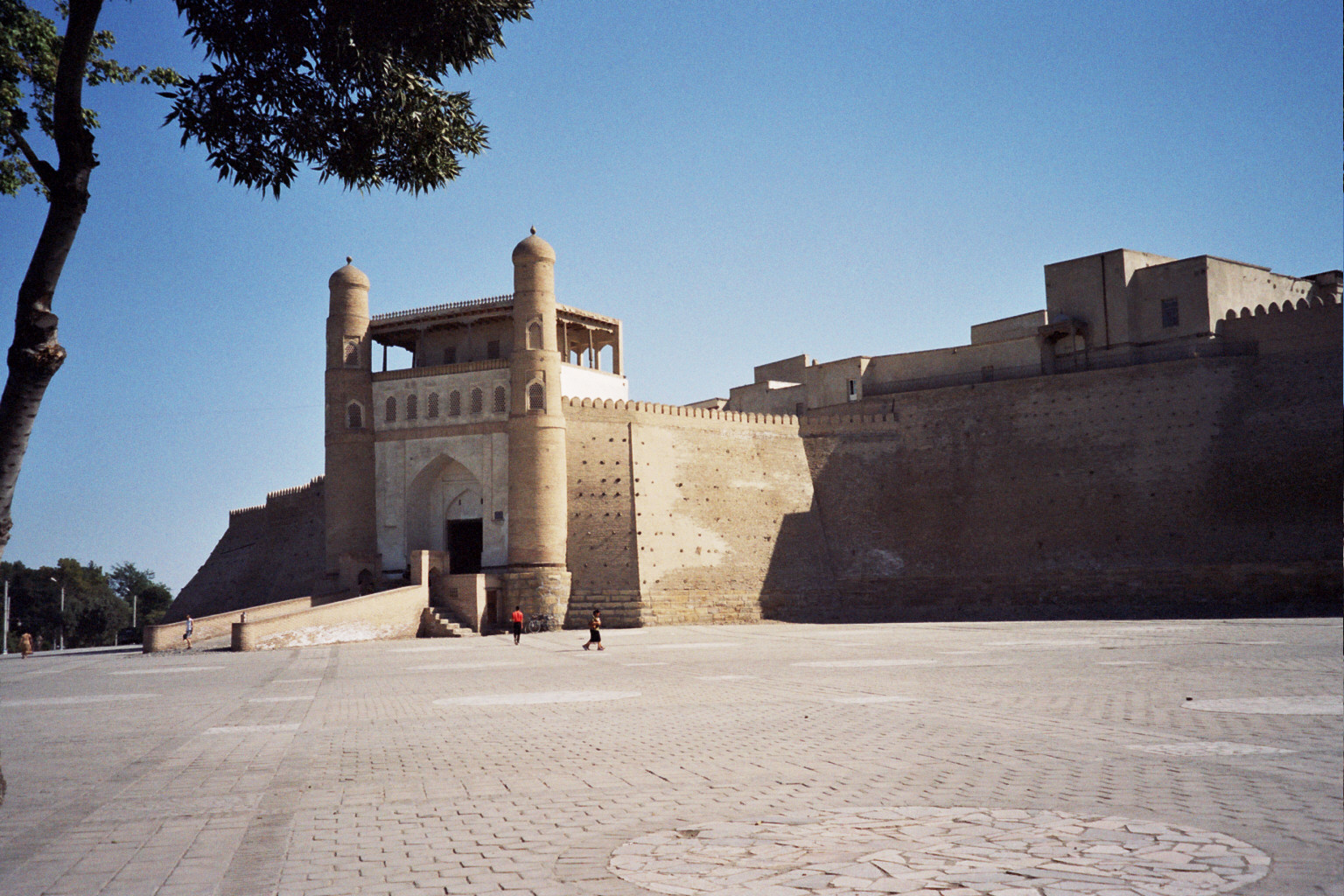
Registan mit Ark

Der Registan ist ein Platz in der usbekischen Stadt Buchara.

## Lage
Der Platz liegt im Nordwesten des historischen Zentrums von Buxoro westlich vor der Zitadelle Ark, von dessen Torhaus aus eine Rampe auf den Platz hinunterführt. Auf der dem Torhaus gegenüberliegenden Westseite des Platzes steht die Bolo-Hovuz-Moschee.

## Geschichte
Zur Zeit der Samaniden war der Platz vor der Zitadelle von Palästen und anderen Prunkbauten umgeben. Unter anderem gab es Madrasas, Gasthäuser, Gartenanlagen und Wasserbecken. Am Eingang lag der Toqi Tirgaron, der Kuppelbasar der Waffenschmiede. Der Platz selber diente als Marktplatz, unter anderem für Fleisch, Getreide, Papier, Tinte, Vieh, Früchte, Holzutensilien und vieles andere mehr. Auf dem Platz wurden auch Hinrichtungen durchgeführt.
Von der ursprünglichen Bebauung des Platzes ist nur noch die Bolo-Hovuz-Moschee übrig geblieben.

## Beschreibung
Der Platz ist unregelmäßig geformt. In Nord-Süd-Richtung misst er etwa 200 Meter, an seiner breitesten Stelle ist er etwa 80 Meter breit. Der Platz ist in verschiedenen Mustern mit Steinen gepflastert.